# Crowmarsh
Crowmarsh är en civil parish i Storbritannien.   Den ligger i grevskapet Oxfordshire och riksdelen England, i den södra delen av landet, 70 km väster om huvudstaden London. Antalet invånare är 2 830. Arean är 12,0 kvadratkilometer.
Terrängen i Crowmarsh är platt.